# لي بوردمان
لي بوردمان (بالإنجليزية: Lee Boardman)‏ هو ممثل بريطاني، ولد في 2 يوليو 1972 في المملكة المتحدة.

## أعمال

### أفلام
- (2016) المسيح الصغير[4]

## وصلات خارجية
- لي بوردمان على موقع IMDb (الإنجليزية)
- لي بوردمان على موقع قاعدة بيانات الفيلم (الإنجليزية)